# Megachile xanthothrix
Megachile xanthothrix là một loài Hymenoptera trong họ Megachilidae. Loài này được Yasumatsu & Hirashima mô tả khoa học năm 1964.